# مصطفى مجيد
مصطفى مجيد (بالإنجليزية: Mustafa Majid)‏ هو عالم إنسان وكاتب ومؤلف وشاعر بنغلاديشي وباكستاني، ولد في 14 أبريل 1955 في باتواخالي في بنغلاديش.